# Alouatta ululata
Alouatta ululata és una espècie amenaçada d'aluata, endèmica de boscos dels estats nord-orientals brasilers de Ceará, Maranhão i Piauí. Anteriorment es creia que era una subespècie de l'aluata de mans vermelles però, a diferència d'aquesta espècie, A. ululata presenta un marcat dicromatisme sexual.